# Линије поља
Линије поља су замишљене криве које служе за визуелизацију векторског поља (рецимо магнетног поља). Увек важи да:
- Смер поља у некој тачки одговара смеру тангенте на линију поља која пролази кроз ту тачку. Треба нагласити да линије поља нису криве по којима ће се кретати пробно наелектрисање.
- „Густина“ (број по јединици површине) линија поља на некој површини (простору) сразмерна је јачини поља на површини (простору).
- Смер линије поља неког поља не мора нужно бити смер силе тог поља.

Својства линија сила електричног поља:
- Према договору, линије електричног поља извиру из позитивног електричног набоја, а пониру у негативном.

Линије магнетног поља су увек затворене (извиру из једног магнетног пола и пониру у други), док линије електричног поља су увек отворене радијално се ширећи од наелектрисања које ствара поље